# 馬氏文通

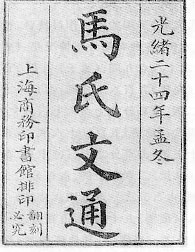
《馬氏文通》卷首書影

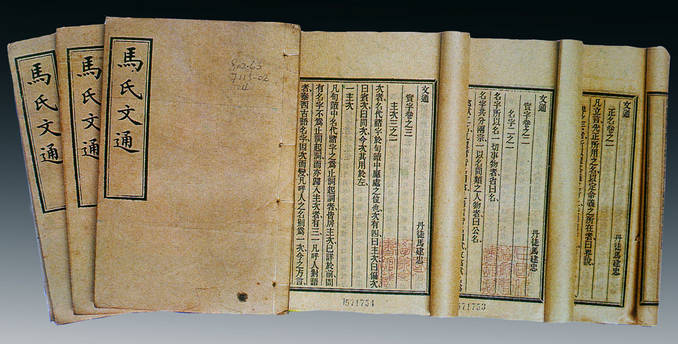
《馬氏文通》數卷

《马氏文通》，1898-1899年出版，马建忠著，是最早由中國人撰寫的文言文语法著作，僅次於德國漢學家的《汉文经纬》（1881年）。

## 内容
此書以文言文解釋文言文的語法。作者马建忠年少习经史學，通英、法、拉丁、希腊文。他参照拉丁语法体系，以及中国傳統小學尤其虚字書，收集了7000多句用例，上自春秋下迄唐韩愈，例句數量備受讚賞。
书原名《文通》，共十卷，卷一正名，解释术语，卷二至卷六分论实字，卷七至卷九分论虚字，卷十论句读。实词（書中稱實字）分五种：名词、代词、动词、静词（形容词）、状词（副词），虚词分四種：介词、连词、助词、叹词。句子分7种：起词（主语）、止词（及物动词的宾语）、语词（谓语）、表词（形容词谓语和名词、代词作谓语）、转词（从动词转及的宾语，外动词后由介词转及的类似宾语的成分）、司词（介词的宾语）、加词（介宾结构充当状语或补语，同位语）。

## 在語法研究史的地位
《馬史文通》并非世上第一部构成体系的文言文语法，但因為是第一部以中文（文言文）寫成的，打破了中文學術圈裡只研究漢語的文字學、音韵學、训诂學三門傳統小學的做法，對中國人的影響超越了之前歐洲學者的著作。
最早對文言文語法構成系統的著述，是漢學家甲柏连孜用德語撰的《汉文经纬》（1881年）， 至21世紀仍被專家作參考書。此前有法國耶穌會士马若瑟以拉丁語撰的《汉语札记》，大量梳理文言文和早期官話的詞類用例，但未有系統總結詞類的語法規則，未足稱為語法書，1728年以手抄本小量流傳。法國醫學博士雷慕沙以法語撰的《漢文啟蒙》（1822年）是第一部擺脫了以拉丁語語法體例硬套在漢語身上的語法書，是世界上漢語研究的轉捩點，後半部篇幅對官話語法的遠超前人的突破見解被公認為第一部成系統的官話語法，惟前半部對文言語法的篇幅大為遜色，所以《漢文啟蒙》未被認定為第一部成系統的文言語法。
如果不限於文言文語法，最早對任一種漢語語法的著作則是描寫閩語的《漳州話語法》，1620年由駐菲律賓的道明會士以西班牙語寫成66頁手抄本小量流傳。關於文言語法、官話語法、吳語語法、閩語語法等的研究史綜述，參見漢語語法研究史。

## 批評
《文通》最明顯的缺点是过于模仿拉丁系统，在這一點法國醫學博士雷慕沙1822年對官話語法的描寫已有突破（見上段）。《马氏文通》中的概念较为模糊，如用“字”同时表达汉字和语词两个意义，“句”和“读”、“次”和“词”等概念纠葛不清。在句法上，《马氏文通》不曾解释单句、复句等概念。在例句上，《马氏文通》没有划分例句的时代，论述比较笼统，因资料不全或误解文意，也导致了部分理解和分析的失误。
由於《馬氏文通》以文言文撰寫，20世紀又有不少以官話白話文撰寫的文言文語法書。